# Panenteism
Panenteismul (cunoscut, de asemenea, sub numele de monoteismul monist) este credința, similară cu panteismul, că universul fizic este unit cu Dumnezeu,  subliniind, însă că Dumnezeu este mai mare sau echivalent cu universul. Astfel, Dumnezeu, unicul, este sinonim cu universul material și întrepătrunde fiecare parte a naturii (la fel ca în panteism), dar în același timp se extinde dincolo, în aceeași măsură. Universul este parte din Dumnezeu, dar nu toate ale lui Dumnezeu.

## Istoric
Termenul „panenteism” (care poate fi tradus ca „toate în Dumnezeu”) a fost inventat abia în anul 1828 de filosoful german Karl Christian Friedrich Krause (1781-1832) în încercarea de a reconcilia monoteismul și panteismul, iar această concepție despre Dumnezeu a influențat transcendentaliști ai Noii Anglii precum Ralph Waldo Emerson și a fost popularizată de Charles Hartshorne în activitatea sa de dezvoltare a procesului teologic în secolul al XX-lea și a fost, de asemenea, adoptată de către susținătorii diferitelor credințe ale Noii Gândiri.